# Rydułtowy (stacja kolejowa)
Rydułtowy – stacja kolejowa w Rydułtowach. Dworzec Kolejowy wybudowany został w 1855 r. 
Stacja jest przystankiem na trasie Katowice – Racibórz. Trasa ze stacji w stronę Łukowa Śląskiego prowadzi przez tunel kolejowy w Rydułtowach. W roku 2023 dworzec został wyburzony, planowane jest wybudowanie nowego centrum przesiadkowego.

## Ruch pasażerski
| Rok  | Wymiana pasażerska na dobę |
| ---- | -------------------------- |
| 2017 | 100-149                    |
| 2022 | 200-299                    |